# Cremastobombycia ambrosiaeella
Espèce
Cremastobombycia ambrosiaeella est une espèce de lépidoptères (papillons) de la famille des Gracillariidae et de la sous-famille des Lithocolletinae.